# Alberto Rota
Alberto Rota (Bergamo, 5 de mayo de 1963) es un piloto de motociclismo de velocidad italiano, que compitió regularmente en el Campeonato Mundial de Motociclismo desde 1986 hasta 1990.

## Resultados
Sistema de puntuación desde 1950 hasta 1968:
| Posición | 1.º | 2.º | 3.º | 4.º | 5.º | 6.º |
| Puntos   | 8   | 6   | 4   | 3   | 2   | 1   |

Sistema de puntuación desde 1988 hasta 1991:
| Posición | 1.º | 2.º | 3.º | 4.º | 5.º | 6.º | 7.º | 8.º | 9.º | 10.º | 11.º | 12.º | 13.º | 14.º | 15.º |
| Puntos   | 20  | 17  | 15  | 13  | 11  | 10  | 9   | 8   | 7   | 6    | 5    | 4    | 3    | 2    | 1    |

(Las Carreras en negrita indica pole position, las carreras en cursiva indica vuelta rápida)
| Año  | Clase | Equipo  | Moto   | 1       | 2       | 3       | 4       | 5      | 6       | 7       | 8      | 9       | 10     | 11      | 12     | 13     | 14    | Pts. | Pos. |
| ---- | ----- | ------- | ------ | ------- | ------- | ------- | ------- | ------ | ------- | ------- | ------ | ------- | ------ | ------- | ------ | ------ | ----- | ---- | ---- |
| 1986 | 250cc | Honda   | ESP -  | NAC Ret | ALE -   | AUT -   | YUG -   | NED -  | BEL 14  | FRA 23  | GBR -  | SUE -   | RSM 21 |         |        |        |       | 0    | -    |
| 1987 | 250cc | Honda   | JAP -  | ESP Ret | ALE 25  | NAC DNQ | AUT DNQ | YUG -  | NED -   | FRA DNQ | GBR -  | SUE -   | CHE -  | RSM 28  | POR 18 | BRA -  | ARG - | 0    | -    |
| 1988 | 500cc | Honda   | JAP -  | USA -   | ESP -   | EXP -   | NAC 17  | ALE -  | AUT -   | NED -   | BEL -  | YUG -   | FRA -  | GBR -   | SUE -  | CHE -  | BRA - | 0    | -    |
| 1989 | 250cc | Aprilia | JAP 28 | AUS Ret | USA Ret | ESP 15  | NAC 13  | ALE -  | AUT Ret | YUG -   | NED 15 | BEL Ret | FRA 16 | GBR Ret | SUE 23 | CHE -  | BRA - | 6    | 34º  |
| 1989 | 500cc | Yamaha  | JAP -  | AUS -   | USA -   | ESP -   | NAC -   | ALE -  | AUT -   | YUG -   | NED -  | BEL -   | FRA -  | GBR -   | SUE -  | CHE 13 | BRA - | 3    | 41º  |
| 1990 | 250cc | Aprilia | JAP -  | USA -   | ESP 11  | NAC Ret | ALE 14  | AUT 15 | YUG Ret | NED -   | BEL -  | FRA 19  | GBR 20 | SUE 18  | CHE -  | HUN -  | AUS - | 8    | 29º  |